# Qu'est-ce que la philosophie?
Qu'est-ce que la philosophie? (em português:  O que é a filosofia?) é um livro de 1991 do filósofo Gilles Deleuze e do psicanalista Félix Guattari. Deleuze e Guattari se conheceram logo após o Maio de 1968, e colaboraram principalmente na obra em dois volumes Capitalismo e esquizofrenia: O anti-Édipo (1972) e Mil Platôs (1980); e em Kafka: Por uma literatura menor (1975). Trata-se da última obra conjunta entre Deleuze e Guattari, na qual filosofia, ciência e arte são tratados como três modos de pensamento.

## Antecedentes e conteúdo
Em uma carta a um de seus tradutores, Deleuze disse que seu propósito ao escrever O que é filosofia? era abordar "o problema da imanência absoluta" e explicar por que considerava Baruch Spinoza o "príncipe dos filósofos". O que é filosofia? preocupa-se, entre os vários conceitos que explora, com a própria criação do conceito, o plano de imanência, os personagens conceituais, a geo-filosofia os aspectos functivos, os prospectos, os perceptos e os afetos, e o caos, bem como os conceitos entendidos em si mesmos como componentes básicos da filosofia.
Em uma revisão da tradução da biografia de François Dosse escrita por Deleuzee  Guattari, o colaborador da London Review of Books Adam Shatz disseque embora tenha sido Deleuze quem escreveu a colaboração final, as ideias de Guattari ainda se fazem muito presentes nesse "atipicamente sombrio e moderado [,] e lírico livro. Mathias Schönher reforça que O que é filosofia? é o último livro que Deleuze e Guattari escreveram em conjunto. Como prova, ele cita os manuscritos e notas de trabalho da Coleção Guattari encontradas nos arquivos do L'Institut mémoires de l'édition contemporaine (IMEC).

## Recepção

### Grande mídia
O que é filosofia? recebeu uma crítica mista de Leon H. Brody no Library Journal. O livro também foi resenhado por John Rajchman na Artforum; por Christopher Stanley no The Times Higher Education Supplement; e pelo filósofo Paul R. Patton no The Times Literary Supplement. O que é a filosofia? também foi discutido por Adam Shatz, que também traçou uma revisão da biografia dos autores.
Brody disse que no livro, Deleuze e Guattari oferecem "compreensões singulares" sobre a natureza da filosofia e a distinção entre ela e outras disciplinas, mas relatou que, devido à maneira como o livro foi escrito, não ficou claro se suas conclusões estavam corretas ou se seus pontos de vista estavam totalmente inteligíveis.

### Recepção acadêmica
O que é filosofia? foi resenhado por M. R. Loudon no British Journal of Educational Studies. Outras resenhas do livro incluem as de Stephen Arnott na revista Philosophy Today; Isabelle Stengers no periódico Angelaki: Journal of the Theoretical Humanities; Vikki Bell no periódico britânico Theory, Culture &amp; Society; Hanneke Grottenboer no Oxford Art Journal, Daniel W. Smith no periódico Parallax,  Ted Striphas em Text and Performance Quarterly,  David R. Cole em Educational Philosophy & Theory,  Henning Schmidgen em Theory, Culture & Society,  e Mathias Schönher em Theory, Culture E sociedade . 
Stuhr, escrevendo no The Journal of Aesthetics and Art Criticism, descreveu o livro como importante, extremamente original e desafiador. Ele elogiou as discussões de Deleuze e Guattari sobre a natureza dos conceitos e a relação da filosofia com a ciência e arte. Em resenha publicada no periódico Paragraph, Plotnitsky rebateu as críticas sobre o livro tecidas pelo matemático Alan Sokal e pelo físico Jean Bricmont. Smith escreveu que a definição de filosofia de Deleuze e Guattari era célebre. O historiador da ciência alemão Henning Schmidgen, no entanto, argumentou que a filosofia e a ciência não tinham propósitos claramente distintos como Deleuze e Guattari haviam sustentavam.

### Críticas
Em um capítulo do livro Imposturas Intelectuais (1997), Sokal e Bricmont criticaram O que é a filosofia? por sua aplicação de termos científicos como "caos" de maneiras que julgaram como insignificantes ou equivocadas. Os autores listam uma série de passagens do livro que argumentam ser marcadas por uma "linguagem pseudocientífica".
O filósofo conservador britânico Roger Scruton criticou O que é filosofia? em Fools, Frauds and Firebrands: Thinkers of the New Left (2016), descrevendo-o como um livro mal escrito.